# St-Joseph (Marseille)

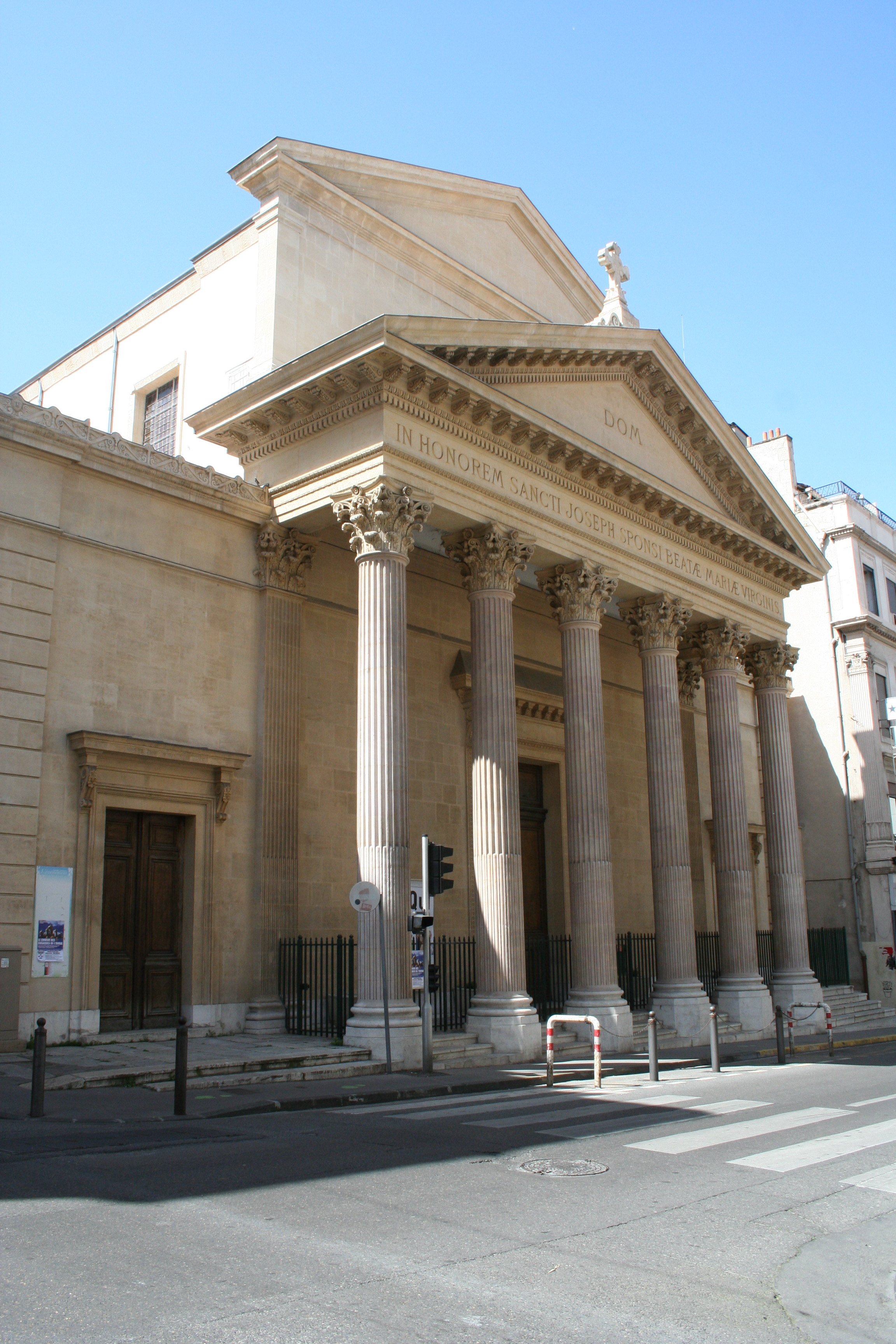
St-Joseph (Marseille)

Die Kirche Saint-Joseph (auch: St-Joseph intra muros) ist eine römisch-katholische Kirche in der südfranzösischen Stadt Marseille. Das Gebäude steht seit 1999 als Monument historique unter Denkmalschutz.

## Lage und Patrozinium
Die Kirche befindet sich im 6. Arrondissement (Rue Paradis Nr. 124). Sie ist zu Ehren des heiligen Josef von Nazareth geweiht.

## Geschichte

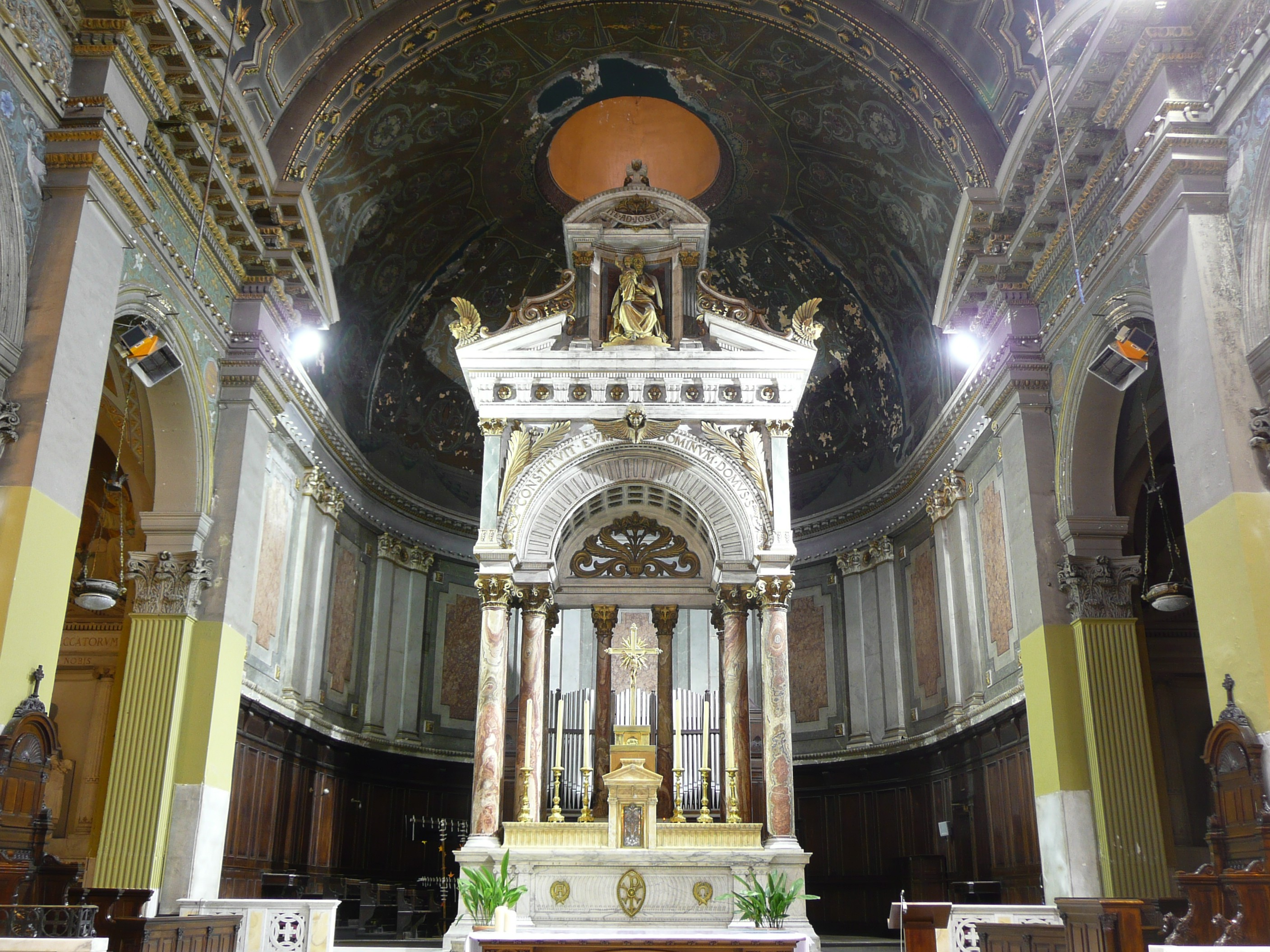
St-Joseph (Marseille)

Für die 1831 gegründete Pfarrei wurde von 1833 bis 1868 nach Plänen des Architekten Pascal Coste die Kirche (mit Kassettendecke und Fassade) im basilikalen Stil erbaut. Schiff und Chor sind 55 Meter lang und 17 Meter hoch.

## Ausstattung
Grundriss mit Legende:

St-Joseph (Marseille)

1. Hochaltar mit Baldachin von Louis Sainte-Marie Perrin (1835–1917)

2. Chororgel

3. Chorgestühl

4. Kanzel

5. Gemälde von Orsi „Himmelfahrt Mariens“

6. Gemälde von Orsi „Darstellung im Tempel“

7. Gemälde von Orsi „Christi Geburt“

8. Gemälde von Orsi « Verkündigung »

9. Aristide Cavaillé-Coll-Orgel (1868)

10. Gemälde „Predigt von Franz Xaver“

11. Gemälde von Bronzet dem Älteren

12. Maria mit Kind (Statue)

13. Fresko von Charles Varade und Jean Sari „Lazarus und der reiche Prasser“

14. Taufbecken

15. Fresko von Charles Varade und Jean Sari „Moses schlägt Wasser aus dem Felsen“

16. Altar des heiligen Antonius von Padua

17. Gemälde des heiligen Don Bosco

18. Grabmal von Pfarrer Antoine Abbat

19. Altar der heiligen Theresia von Avila

20. Gemälde von Mathilde Hugueniot „Therese von Lisieux“

21. Fresko von Charles Varade und Jean Sari „Die Rückkehr des verlorenen Sohns“

22. Altar des heiligen Pfarrers von Ars

23. Fresko von Charles Varade und Jean Sari „Das Lamm Gottes und die vier Flüsse des Paradieses“

24. Fresko von Charles Varade und Jean Sari „Abraham findet das Opfertier“

25. Josefsaltar

26. Kapelle der Armen Seelen aus dem Fegefeuer

27. Kapelle der heiligen Jeanne d’Arc

28. Fresko von Charles Varade und Jean Sari „Der Zöllner und der Pharisäer“

29. Altar von Mutter Anna und Maria

30. Der Barmherzige Samariter

31. Herz-Jesu-Altar

32. Fresko von Charles Varade und Jean Sari „Die verlorene Drachme“

33. Marienaltar